# 帚木
帚木は、
1. ホウキギ（箒木） - アカザ科の植物。茎は干して箒にし、実はとんぶりと呼んで食用とする。別名ホウキグサ、コキア。
2. 帚木（ははきぎ） - 長野県下伊那郡阿智村園原伏屋にあるヒノキの木。本項で記述する。
3. 帚木 (源氏物語)（ははきぎ） - 『源氏物語』五十四帖の巻の一つ。第2帖。貴人たちの女性談義「雨夜の品定め」があることで知られる。

帚木（ははきぎ）は信濃国園原伏屋にある木。遠くから見れば箒を立てたように見えるが、近寄ると見えなくなるという伝説の木で、『延喜五年平貞文家歌合』、『古今和歌六帖』の坂上是則の歌「園原や伏屋に生ふる帚木のありとてゆけど逢はぬ君かな」で広く知られ、『新古今和歌集』に撰歌（ただし、新古今では、「ありとは見えて」。）された。そこから、近づいても逢ってくれない人、逢えそうで逢えない人の喩えに用いられ、『源氏物語』では第二帖の巻名にもなった（この場合の逢えない相手は空蝉。「帚木 (源氏物語)」参照）。また、ははきぎの「はは」が「母」に通うことから、まだ見ぬ母の喩えにも使われた。
帚木の名を伝える檜の木は現存し、長野県阿智村園原の月見堂（伝教大師＝最澄が立てた広拯院の跡地と考えられている）の裏手に根元の幹のみが残っている。